# 狩姦
狩姦（かるかん、4月30日 - ）は、愛媛県八幡浜市出身のギタリスト。身長182cm、体重67kg、血液型はO型。

## 経歴
妖怪ヘヴィメタルバンド、陰陽座のギタリスト。高校生の時に同級生だった招鬼の影響でギターを始め、1999年に瞬火の勧誘を受け陰陽座結成に参加。以降現在に至るまで在籍中。

## 特徴
- 招鬼とは対照的に、いわゆる「速弾き」と呼ばれるようなテクニカルなギタープレイを得意とする。特に「忍法帖」シリーズでは、「間奏で狩姦が忍法を繰り出す」という決まりごとがあり、難解なフレーズを披露している。「河童をどり」でのギターバトルなど一部の楽曲を除いては、ギターソロをアドリブで弾くことは殆どなく、常にアルバムの再現を目指しているようである。
- また、一部の楽曲には作曲面で貢献しており、「鼓動」は単独での作曲となっている。

## 影響
自身のルーツとなったものとして、ジェイソン・ベッカーの『パーペチュアル・バーン』、招鬼、ポール・ギルバートをあげている。招鬼からMR. BIGを勧められたことがきっかけでポール・ギルバートを知り、彼が率いたバンドレーサーXの『Street Lethal』を筆頭に、ジェイソン・ベッカー、リッチー・コッツェン、グレッグ・ハウなどシュラプネル・レコーズに所属するアーティストの作品を買いあさって、たくさんコピーしたとのことである。他には、高校時代に招鬼とメガデスをコピーしたことがあると述べている。